# Schaufelfabrik Bredt
Koordinaten: 51° 25′ 48,8″ N, 7° 20′ 10,1″ O

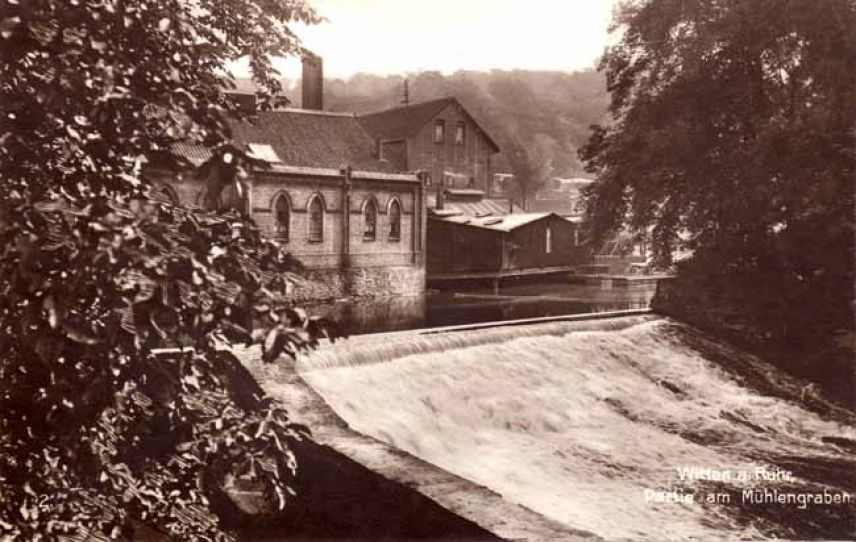
Schaufelfabrik Bredt 1920

Das Unternehmen A. Bredt & Co. in Witten firmierte als Stahlblechwalzwerk und Schaufelfabrik, es stellte Schaufeln und andere Eisenwaren her.
Das Unternehmen ging 1897 aus dem Vorgängerunternehmen A. Buß & Co. hervor, dass am Standort Witten seit 1874 Schaufeln und Spaten fertigte. Nachdem sich August Bredt aus Gotha an der Firma Buß beteiligte, übernahm er den Betrieb schließlich ganz. Das Spitzenerzeugnis war nach eigener Aussage der "Ruhrspaten". Unter dem Markennamen PIK AS wurden die Schaufeln und Spaten in alle Welt geliefert.
Bis zum Jahre 1960 nutzte es das Wasser des Mühlengrabens in Witten zum Antrieb der Fallhämmer eines Spaten- und Schaufelwerkes.
Von 1922 bis 1925 errichtete das Unternehmen, das damals in der Rechtsform der Aktiengesellschaft stand, etwa 1,5 km flussaufwärts das Wasserkraftwerk Hohenstein, das heute von RWE Power betrieben wird. Der Bau des Kraftwerks verteuerte sich durch die Inflation so sehr, dass das Unternehmen finanziell in Bedrängnis kam, bis die Gußstahlwerk Witten AG sich an dem Projekt beteiligte.

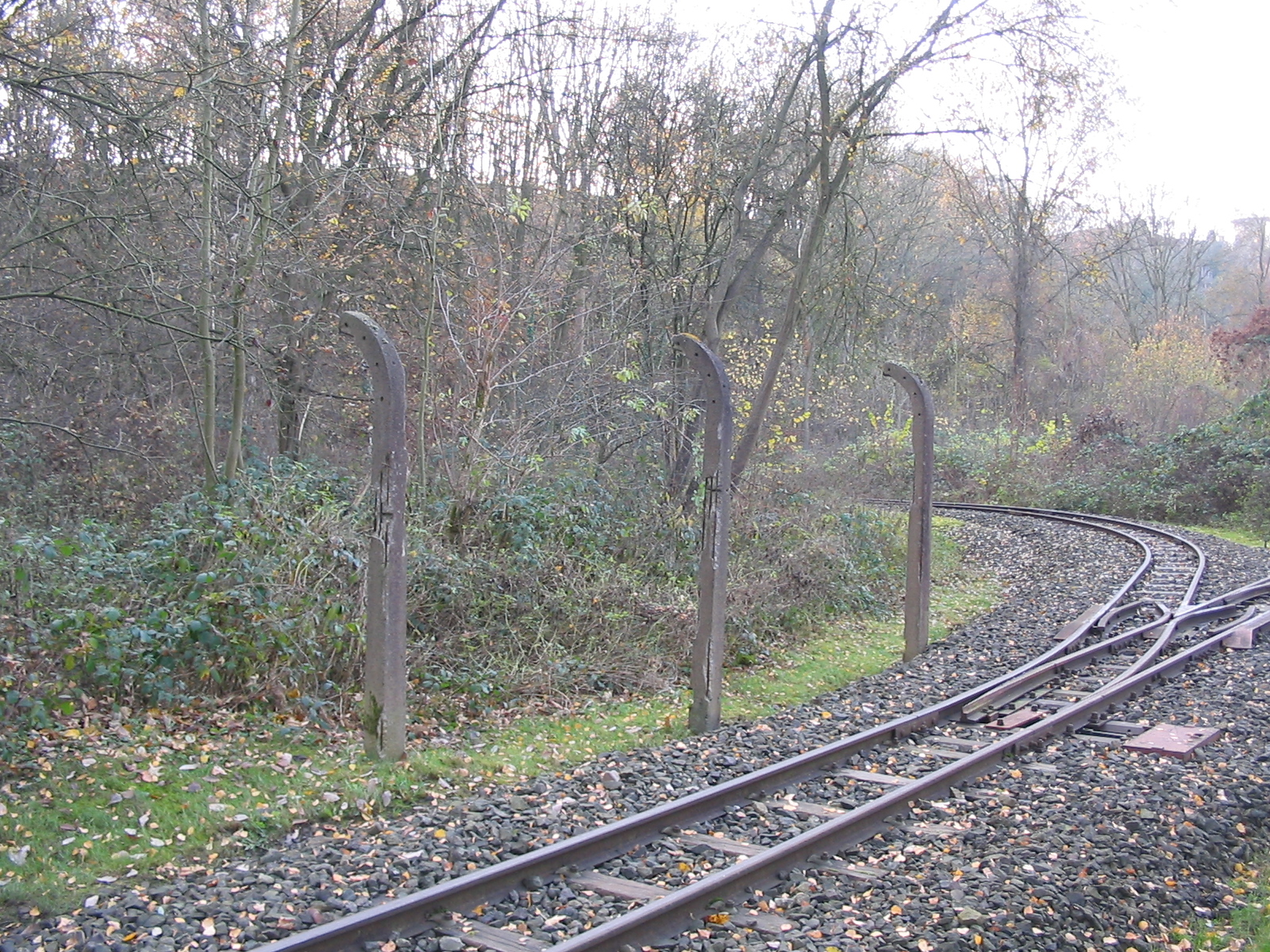
Reste des Zwangsarbeitslagers Nachtigallstrasse in der Nähe des Gruben- und Feldbahnmuseums Zeche Theresia

Während der Zeit des Nationalsozialismus beschäftigte das Werk Zwangsarbeiter und unterhielt dafür ein Arbeitslager mit 90 Insassen in der Nachtigallstraße, von dem noch mehrere Betonpfeiler stehen. (Lage)
Am 1. Juli 1971 fusionierte das Unternehmen mit ihrem Mitbewerber Idealspaten- und Schaufelwalzwerke vorm. Eckardt & Co. GmbH in Herdecke zur Idealspaten-Bredt GmbH & Co. KG. Die Fertigung wurde 1978 ganz nach Herdecke verlegt.
Im ehemaligen Werk in Witten befand sich bis 2012 das Teppichgeschäft Teppichland. Im Jahr 2014 wurde bekannt, dass das Grundstück und Gebäude an das Hildesheimer Systemgastronomie-Unternehmen Gastro & Soul GmbH veräußert wurde, welches den Abriss des Gebäudes vornahm, um dort einen Standort unter der Marke "Cafe del Sol" zu errichten.